# Katrin Lompscher
Katrin Lompscher, née le 7 avril 1962 à Berlin-Est, est une femme politique allemande membre de Die Linke.
Elle est nommée secrétaire au Développement urbain de l'arrondissement de Lichtenberg en 2001, après avoir siégé à l'assemblée des quartiers de Treptow et Berlin-Mitte au cours des années 1990, puis secrétaire chargée de la Culture en 2006, juste avant de devenir sénatrice pour la Santé et l'Environnement de Berlin, dans la coalition rouge-rouge de Klaus Wowereit. Elle quitte ses fonctions à l'issue de son mandat de cinq ans.

## Formation et carrière
Elle suit, de 1978 à 1981, une formation de travailleuse du bâtiment, qu'elle achève en passant son Abitur. Elle entre alors à l'école d'architecture et des travaux publics de Weimar, où elle étudie pendant cinq ans et reçoit, en 1986, un diplôme d'ingénieur urbaniste.
Elle commence aussitôt à travailler comme associée de recherche à l'Institut d'urbanisme et d'architecture de l'académie des travaux publics de République démocratique allemande (RDA), qui se transforme en académie allemande des travaux publics de Berlin avec la réunification de 1990. Deux ans plus tard, elle est engagée pour un poste de chef de projet à l'institut du développement régional et de planification de la construction d'Erkner, dans le Brandebourg.
Elle démissionne en 1996, pour devenir associée de recherche du groupe du PDS à la Chambre des députés de Berlin pour cinq ans.

## Vie politique

### Parcours militant
En 1980, elle adhère au Parti socialiste unifié d'Allemagne (SED), parti dominant de RDA, qui devient dix ans plus tard le Parti du socialisme démocratique (PDS), dont elle reste membre.
Lorsque ce dernier se transforme en Die Linke en juin 2007, elle y conserve son adhésion, et est même élue vice-présidente de la fédération du parti à Berlin le 1er juillet suivant.

### Carrière locale
Sa carrière politique commence en 1990, lors de son élection à l'assemblée de quartier de Treptow, où elle siège deux ans. Elle entre ensuite, en 1993, à l'assemblée du quartier de Mitte, pour six ans, puis est nommée, en décembre 2001, secrétaire pour le Développement urbain de l'arrondissement de Lichtenberg. À l'issue de son mandat, en octobre 2006, elle se voit désignée secrétaire à la Culture et à la Fonction publique.

### Sénatrice de Berlin
Le 23 novembre 2006, Katrin Lompscher est choisie comme sénatrice pour la Santé, l'Environnement et la Protection des consommateurs dans la coalition rouge-rouge conduite par le maire-gouverneur social-démocrate de Berlin, Klaus Wowereit. Elle démissionne peu après de son mandat local. À la formation du sénat Wowereit IV, elle quitte ses fonctions.